# Панарин, Валерий Фёдорович
Валерий Фёдорович Панарин (укр. Валерій Федорович Панарін; род. 25 июля 1939, Мариуполь, Украинская ССР) — советский и украинский киноактёр.

## Биография
Валерий Панарин родился 25 июля 1939 года в Мариуполе. В 1961 году окончил ВГИК (актёрский факультет). После окончания работает актёром Киевской киностудии им. А. Довженко.

## Фильмография
1. 1959 — Ребята с нашего двора — Сергей
2. 1962 — Сейм выходит из берегов — Володя Буслай, сын председателя колхоза
3. 1962 — Молчат только статуи — советский сержант
4. 1962 — Королева бензоколонки — молодой водитель
5. 1963 — Ждите нас на рассвете — Алёша Дёмин
6. 1964 — Дочь Стратиона — Сидор, разведчик
7. 1964 — Звезда балета — Степан Митин (главная роль)
8. 1964 — Ракеты не должны взлететь — Болеслав, поляк
9. 1964 — Сон — эпизод (нет в титрах)
10. 1965 — Акваланги на дне — Суходоля
11. 1965 — Гадюка — Потапов, красный кавалерист
12. 1965 — Над нами Южный крест — радист
13. 1966 — Анетта — старпом
14. 1966 — Их знали только в лицо — Альфо Прадо
15. 1966 — Прощай — офицер
16. 1967 — Туманность Андромеды — Холм, член экипажа звездолёта «Тантра»
17. 1968 — Беглец из «Янтарного» — студент
18. 1968 — Разведчики — Селезнёв, разведчик
19. 1968 — Большие хлопоты из-за маленького мальчика — актёр (нет в титрах)
20. 1969 — Сокровища пылающих скал — наёмник
21. 1969 — Та самая ночь — Егоров
22. 1970 — В тридевятом царстве… — Николай Егорович, тренер
23. 1971 — Дерзость — партизан (нет в титрах)
24. 1971 — Захар Беркут — боярин
25. 1972 — Пропавшая грамота
26. 1972 — Семнадцатый трансатлантический — эпизод
27. 1972 — Софья Грушко — Мелешко
28. 1972 — Только ты — старпом
29. 1974 — Рождённая революцией, 2-я серия «Нападение» — Терещенко
30. 1976 — Не плачь, девчонка — старший лейтенант
31. 1977 — Тачанка с юга
32. 1978 — Алтунин принимает решение
33. 1978 — День первый, день последний — эпизод
34. 1978 — Море — эпизод
35. 1978 — Мятежный «Орионъ» — Трушин, рулевой
36. 1978 — Подпольный обком действует, 2-я серия — партизан
37. 1980 — Берём всё на себя — Егор Мухин, старшина 2 статьи
38. 1980 — Миллионы Ферфакса — эпизод
39. 1982 — Если враг не сдаётся... — эпизод
40. 1982 — Полёты во сне и наяву — эпизод
41. 1983 — На вес золота — Дорошенко
42. 1984 — Твоё мирное небо — эпизод
43. 1986 — Нас водила молодость… — эпизод
44. 1987 — К расследованию приступить, фильм 2-й, «Клевета» — эпизод
45. 1987 — Сказка о громком барабане — комиссар
46. 1987 — Случай из газетной практики — эпизод
47. 1988 — Автопортрет неизвестного
48. 1990 — Война на западном направлении — эпизод
49. 1990 — Допинг для ангелов
50. 1991 — Подарок на именины — эпизод
51. 1992 — Ради семейного очага (Украина) — офицер
52. 1993 — Заложники страха (Украина) — Клод Мостаген
53. 1993 — Стамбульский транзит (Украина, Россия) — эпизод
54. 1999 — Загадка Шопена — Франтишек Шопен
55. 2002 — Право на защиту (Украина) — судья
56. 2003 — Леди Мэр — эпизод
57. 2005 — Косвенные улики — эпизод
58. 2006 — Театр обречённых — эпизод
59. 2007 — Восток — Запад (East West 101 (Австралия)) — эпизод